# Filip Zubčić
Filip Zubčić (ur. 27 stycznia 1993 w Zagrzebiu) – chorwacki narciarz alpejski, wicemistrz świata.

## Kariera
Po raz pierwszy na arenie międzynarodowej pojawił się 29 listopada 2008 roku na przełęczy Kreuzberg, gdzie w zawodach juniorskich w slalomie zajął szóste miejsce. W 2010 roku został zgłoszony do startu w gigancie na mistrzostwach świata juniorów w Regionie Mont Blanc, jednak ostatecznie nie wystartował. Jeszcze czterokrotnie startował w zawodach tego cyklu, najlepszy wynik osiągając podczas mistrzostw świata juniorów w Jasnej w 2014 roku, gdzie zajął 22. miejsce w gigancie.
W zawodach Pucharu Świata zadebiutował 28 października 2012 roku w Sölden, gdzie nie zakwalifikował się do pierwszego przejazdu giganta. Pierwsze punkty zdobył 12 grudnia 2014 roku w Åre, gdzie zajął 25. miejsce w tej samej konkurencji. Na podium zawodów tego cyklu po raz pierwszy stanął 11 stycznia 2020 roku w Adelboden, kończąc rywalizację w gigancie na drugiej pozycji. Rozdzielił tam Žana Kranjca ze Słowenii oraz sklasyfikowanych ex aequo Henrika Kristoffersena z Norwegii i Francuza Victora Muffata-Jeandeta. W klasyfikacji generalnej sezonu 2020/2021 zajął piąte miejsce, a w klasyfikacji giganta był trzeci. Trzecie miejsce w klasyfikacji giganta zajął także w sezonach 2019/2020 i 2023/2024.
W 2014 roku wystartował na igrzyskach olimpijskich w Soczi, gdzie nie ukończył pierwszego przejazdu w gigancie. Na rozgrywanych cztery lata później igrzyskach olimpijskich w Pjongczangu jego najlepszym wynikiem było dwunaste miejsce w superkombinacji. Podczas mistrzostw świata juniorów w Cortina d’Ampezzo w 2021 roku wywalczył srebrny medal w gigancie równoległym, rozdzielając na podium Francuza Mathieu Faivre'a i Loïka Meillarda ze Szwajcarii. Na tej samej imprezie był też czwarty w gigancie, przegrywając walkę o podium z Austriakiem Marco Schwarzem o 0,72 sekundy. Brał także udział w igrzyskach olimpijskich w Pekinie w 2022 roku, gdzie był dziesiąty w gigancie i osiemnasty w slalomie.

## Osiągnięcia

### Igrzyska olimpijskie
| Miejsce | Dzień     | Rok  | Miejscowość | Konkurencja     | Czas biegu | Strata | Zwycięzca       |
| ------- | --------- | ---- | ----------- | --------------- | ---------- | ------ | --------------- |
| DNF1    | 19 lutego | 2014 | Soczi       | Gigant          | 2:45,29    | —      | Ted Ligety      |
| 12.     | 13 lutego | 2018 | Pjongczang  | Superkombinacja | 2:06,52    | +3,08  | Marcel Hirscher |
| DNF     | 16 lutego | 2018 | Pjongczang  | Supergigant     | 1:24,44    | -      | Matthias Mayer  |
| 24.     | 18 lutego | 2018 | Pjongczang  | Gigant          | 2:18,04    | +3,80  | Marcel Hirscher |
| DNF1    | 22 lutego | 2018 | Pjongczang  | Slalom          | 1:38,99    | -      | André Myhrer    |
| 10.     | 13 lutego | 2022 | Pekin       | Gigant          | 2:09,35    | +2,74  | Marco Odermatt  |
| 18.     | 16 lutego | 2022 | Pekin       | Slalom          | 1:44,09    | +2,59  | Clément Noël    |

### Mistrzostwa świata
| Miejsce | Dzień     | Rok  | Miejscowość        | Konkurencja       | Czas biegu | Strata | Zwycięzca              |
| ------- | --------- | ---- | ------------------ | ----------------- | ---------- | ------ | ---------------------- |
| 30.     | 20 lutego | 2011 | Ga-Pa              | Slalom            | 1:41,72    | +8,76  | Jean-Baptiste Grange   |
| 28.     | 15 lutego | 2013 | Schladming         | Gigant            | 2:28,92    | +7,50  | Ted Ligety             |
| DNF2    | 17 lutego | 2013 | Schladming         | Slalom            | 1:51,03    | -      | Marcel Hirscher        |
| 16.     | 13 lutego | 2015 | Vail/Beaver Creek  | Gigant            | 2:34,16    | +2,86  | Ted Ligety             |
| 13.     | 15 lutego | 2015 | Vail/Beaver Creek  | Slalom            | 1:57,47    | +3,34  | Jean-Baptiste Grange   |
| 31.     | 9 lutego  | 2017 | Sankt Moritz       | Supergigant       | 1:25,38    | +3,67  | Erik Guay              |
| DNF2    | 13 lutego | 2017 | Sankt Moritz       | Superkombinacja   | 2:26,33    | -      | Luca Aerni             |
| 9.      | 14 lutego | 2017 | Sankt Moritz       | Drużynowo         | -          | -      | Francja                |
| 19.     | 17 lutego | 2017 | Sankt Moritz       | Gigant            | 2:13,31    | +1,98  | Marcel Hirscher        |
| 29.     | 6 lutego  | 2019 | Åre                | Supergigant       | 1:24,20    | +2,08  | Dominik Paris          |
| DNS     | 9 lutego  | 2019 | Åre                | Zjazd             | 1:19,98    | -      | Kjetil Jansrud         |
| 40.     | 11 lutego | 2019 | Åre                | Superkombinacja   | 1:47,71    | +5,72  | Alexis Pinturault      |
| 19.     | 15 lutego | 2019 | Åre                | Gigant            | 2:20,24    | +2,81  | Henrik Kristoffersen   |
| 26.     | 17 lutego | 2019 | Åre                | Slalom            | 2:05,86    | +4,25  | Marcel Hirscher        |
| 2.      | 16 lutego | 2021 | Cortina d’Ampezzo  | Gigant równoległy | -          | -      | Mathieu Faivre         |
| 4.      | 19 lutego | 2021 | Cortina d’Ampezzo  | Gigant            | 2:05,86    | +1,59  | Mathieu Faivre         |
| DNF2    | 21 lutego | 2021 | Cortina d’Ampezzo  | Slalom            | 1:46,48    | -      | Sebastian Foss Solevåg |
| 8.      | 17 lutego | 2023 | Courchevel/Méribel | Gigant            | 2:34,08    | +2,20  | Marco Odermatt         |
| 11.     | 19 lutego | 2023 | Courchevel/Méribel | Slalom            | 1:39,50    | +0,73  | Henrik Kristoffersen   |
| 13.     | 14 lutego | 2025 | Saalbach           | Gigant            | 2:39,71    | +1,33  | Raphael Haaser         |
| DNF2    | 16 lutego | 2025 | Saalbach           | Slalom            | 1:54,02    | -      | Loïc Meillard          |

### Mistrzostwa świata juniorów
| Miejsce | Dzień       | Rok  | Miejscowość       | Konkurencja | Czas biegu | Strata | Zwycięzca               |
| ------- | ----------- | ---- | ----------------- | ----------- | ---------- | ------ | ----------------------- |
| DNS1    | 31 stycznia | 2010 | Region Mont Blanc | Gigant      | 2:17,55    | -      | Mathieu Faivre          |
| 43.     | 30 stycznia | 2011 | Crans-Montana     | Gigant      | 2:19,62    | +9,61  | Alexis Pinturault       |
| 29.     | 31 stycznia | 2011 | Crans-Montana     | Slalom      | 1:28,54    | +7,52  | Reto Schmidiger         |
| 23.     | 3 marca     | 2012 | Roccaraso         | Supergigant | 1:02,73    | +1,61  | Ralph Weber             |
| 31.     | 7 marca     | 2012 | Roccaraso         | Gigant      | 2:39,50    | +4,19  | Henrik Kristoffersen    |
| DNF1    | 9 marca     | 2012 | Roccaraso         | Slalom      | 1:38,44    | -      | Santeri Paloniemi       |
| 46.     | 24 lutego   | 2013 | Québec            | Supergigant | 58,49      | +2,42  | Thomas Mayrpeter        |
| DNF2    | 25 lutego   | 2013 | Québec            | Gigant      | 2:20,75    | -      | Aleksander Aamodt Kilde |
| DNF1    | 26 lutego   | 2013 | Québec            | Slalom      | 1:59,40    | –      | Manuel Feller           |
| 22.     | 4 marca     | 2014 | Jasná             | Gigant      | 2:03,14    | +4,66  | Henrik Kristoffersen    |
| DSQ1    | 5 marca     | 2014 | Jasná             | Slalom      | 1:37,21    | -      | Henrik Kristoffersen    |

### Puchar Świata

#### Miejsca w klasyfikacji generalnej
- sezon 2014/2015: 83.
- sezon 2015/2016: 78.
- sezon 2016/2017: 75.
- sezon 2017/2018: 68.
- sezon 2018/2019: 60.
- sezon 2019/2020: 14.
- sezon 2020/2021: 5.
- sezon 2021/2022: 23.
- sezon 2022/2023: 26.
- sezon 2023/2024: 10.
- sezon 2024/2025: 16.

#### Miejsca na podium w zawodach
1. Adelboden – 11 stycznia 2020 (gigant) – 2. miejsce
2. Naeba – 22 lutego 2020 (gigant) – 1. miejsce
3. Hinterstoder – 2 marca 2020 (gigant) – 2. miejsce
4. Santa Caterina – 5 grudnia 2020 (gigant) – 1. miejsce
5. Santa Caterina – 7 grudnia 2020 (gigant) – 3. miejsce
6. Adelboden – 8 stycznia 2021 (gigant) – 2. miejsce
7. Adelboden – 9 stycznia 2021 (gigant) – 2. miejsce
8. Bansko – 27 lutego 2021 (gigant) – 1. miejsce
9. Lenzerheide − 20 marca 2021 (gigant) – 2. miejsce
10. Val d’Isère − 12 grudnia 2021 (slalom) – 3. miejsce
11. Alta Badia – 17 grudnia 2023 (gigant) – 2. miejsce
12. Adelboden – 6 stycznia 2024 (gigant) – 3. miejsce